# Łandman

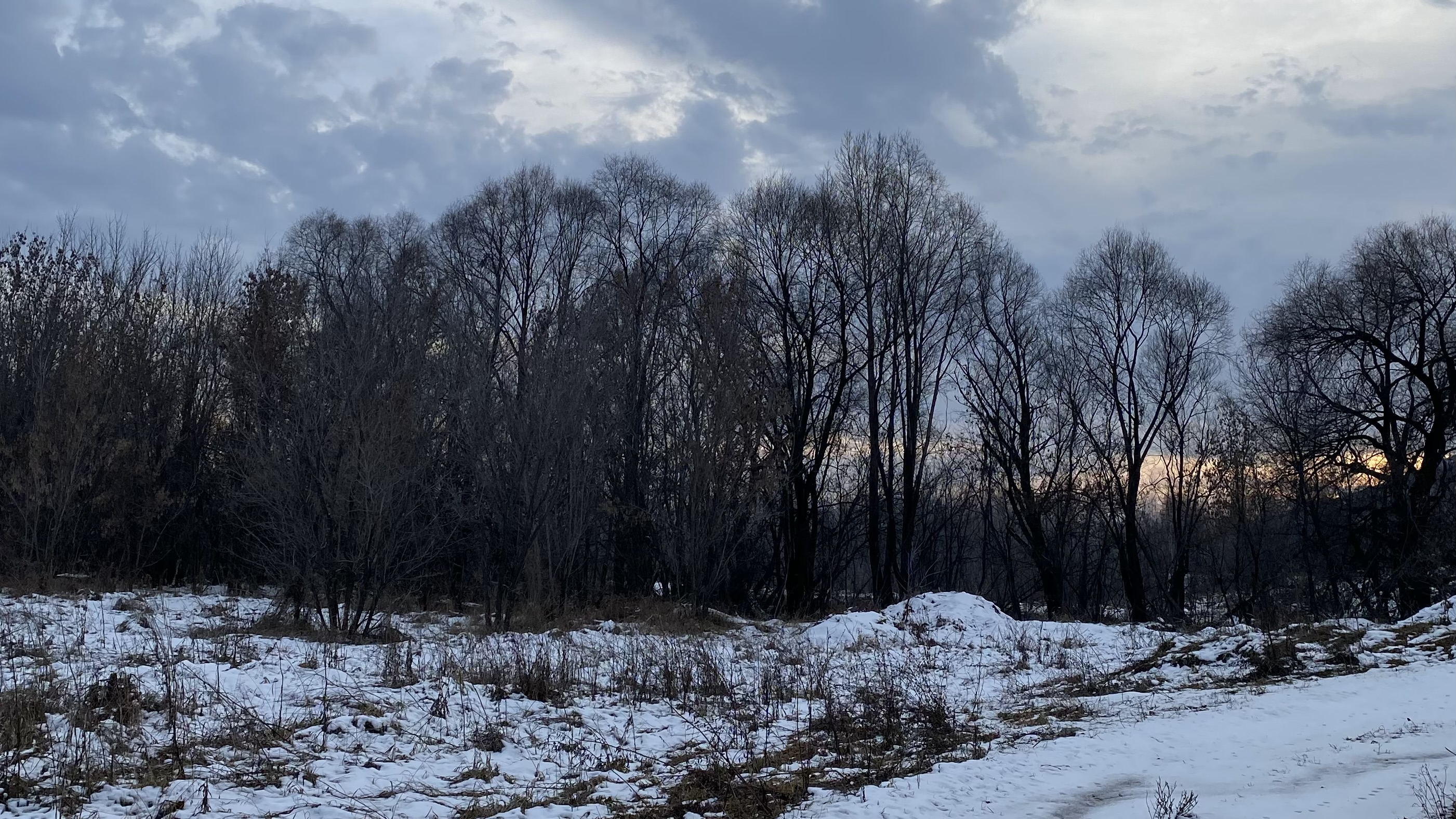
Zimowy las wokół Łandmana

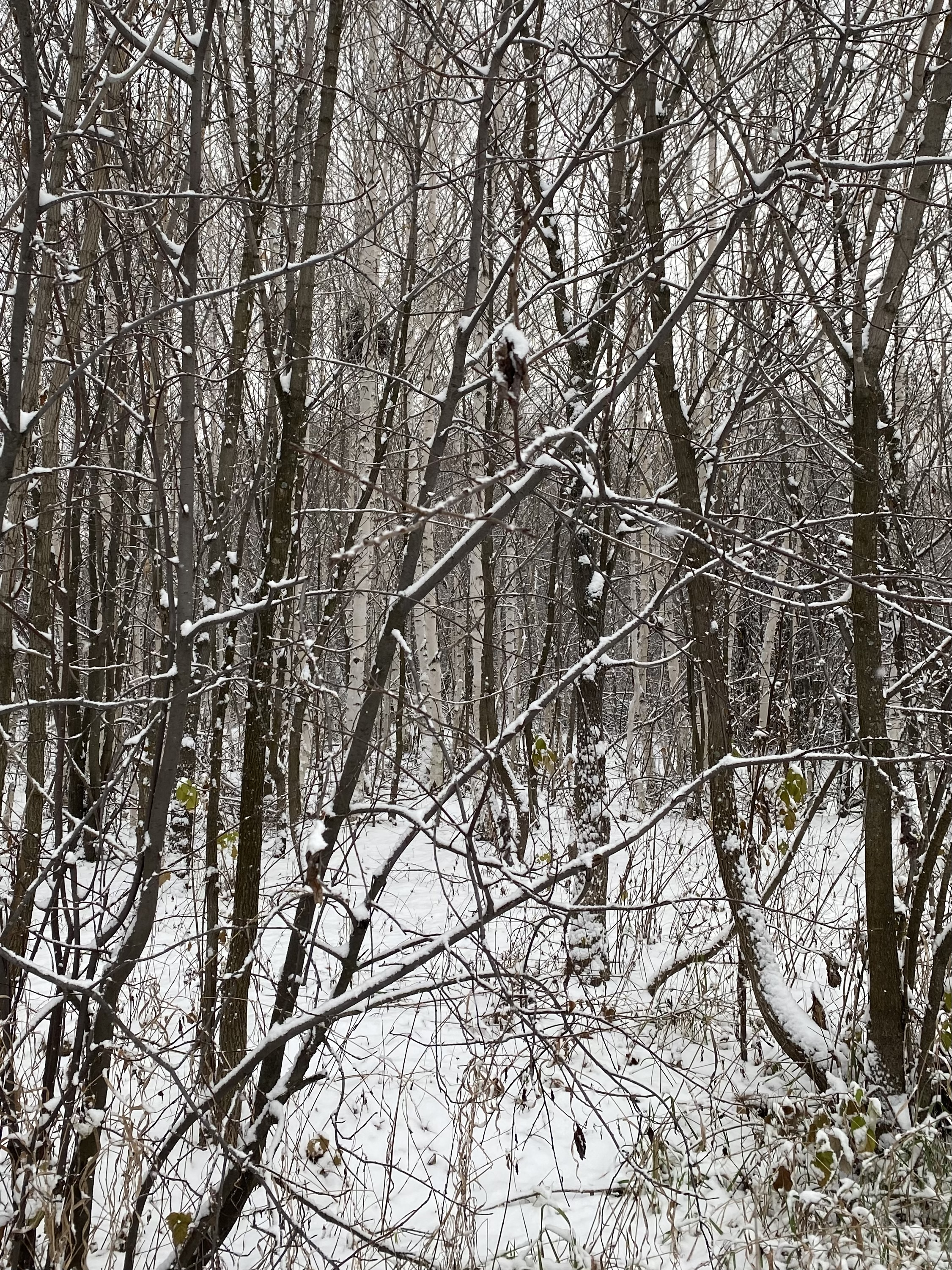
Łandman zimą

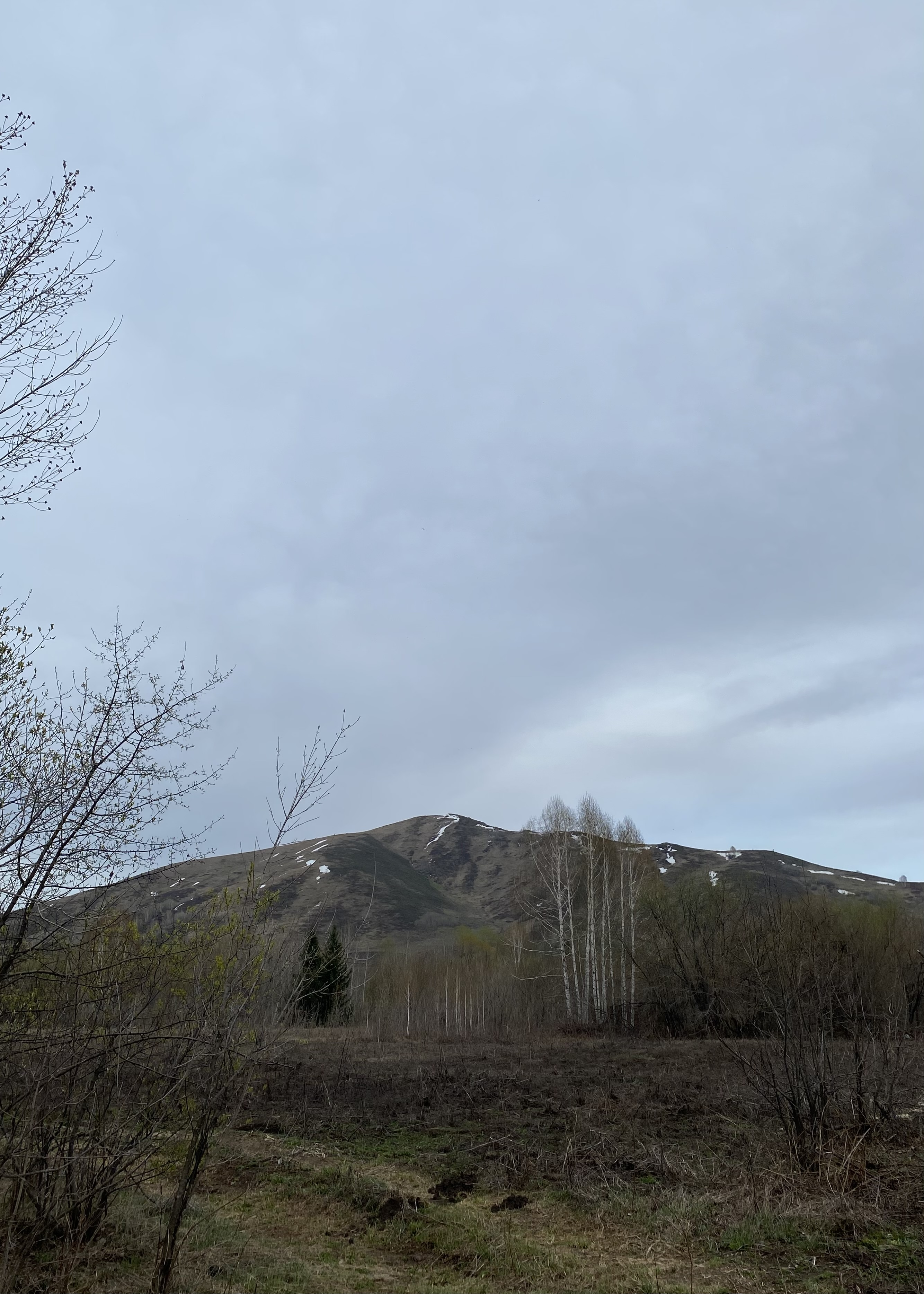
Góra Rewnucha

Łandman (kazachski: Ландман, rosyjski: Ландман) – wieś w Kazachstanie, w obwodzie wschodniokazachstańskim, w rejonie ałtajskim. Historycznie była to osada założona przez osadników niemieckich. Nazwa Landmann pochodzi z języka niemieckiego i oznacza „rolnika”. Miejscowość należy do okręgu wiejskiego Malejewskiego. Położona jest na prawym brzegu rzeki Bieriozowka, na północny wschód od miasta Ałtaj – centrum administracyjnego rejonu. Kod KATO: 634833300

## Historia
Wieś została założona przez niemieckich kolonistów pod koniec XIX wieku. W latach 1895–1916 dominowała tu ludność pochodzenia niemieckiego. Mieszkańcy zajmowali się głównie rolnictwem.

### Gospodarka i rolnictwo
Głównym źródłem utrzymania mieszkańców było rolnictwo. Uprawiano zboża, warzywa i owoce w szklarniach (np. ogórki i arbuzy). Działały tu również zakłady selekcji upraw, prowadzące eksperymenty rolnicze.
We wsi znajdował się klub, punkt medyczny i sklep. Istniała szkoła podstawowa do czwartej klasy. Większość mieszkańców pracowała w sowchozie Bieriozowski, w jego drugim oddziale, gdzie uprawiano m.in. jabłonie i wiśnie.
Zmiana nazwy głównej ulicy z "Sowieckiej" na ulicę "Sadową" odzwierciedlała ogrodnicze tradycje miejscowości. Po upadku sowchozu w latach 90. XX wieku większość instytucji przestała funkcjonować.

### Infrastruktura i transport
Przez wiele lat funkcjonował przystanek autobusowy, który łączył wieś z sąsiednimi miejscowościami. Jednak z powodu zmniejszonego zapotrzebowania, komunikacja została zlikwidowana. Do 2013 roku wieś należała do zlikwidowanego okręgu wiejskiego Bieriozowski.
W latach 2020–2021 we wsi wybudowano modułową stację wodną (BMS) zapewniającą dostęp do wody pitnej.

## Ludność
Od lat 40. XX wieku we wsi mieszkała znacząca liczba Niemców, a także Rosjanie i Ukraińcy. Informacje archiwalne o mieszkańcach Łandmana można znaleźć w bazach danych m.in. CPSU, GAA Wschodniego Kazachstanu, oraz „Ofiary Terroru Politycznego w ZSRR”.
W okresie 1895–1916 udokumentowano obecność 17 Niemców w tej miejscowości.

## Przyroda
Charakterystyczną cechą Łandmana jest malowniczy krajobraz. Główna ulica Sadowa oferuje widoki na las i rzekę Bieriozowka. Latem mieszkańcy często zajmują się pszczelarstwem.
W pobliżu wsi znajduje się góra Rewnucha, znana z obfitej roślinności i tradycyjnego zbierania rabarbaru.